# Prémian
Prémian – miejscowość i gmina we Francji, w regionie Oksytania, w departamencie Hérault.
Według danych na rok 1990 gminę zamieszkiwało 407 osób, a gęstość zaludnienia wynosiła 24 osoby/km² (wśród 1545 gmin Langwedocji-Roussillon Prémian plasuje się na 560. miejscu pod względem liczby ludności, natomiast pod względem powierzchni na miejscu 469.).